# Liliana Grassi
Liliana Grassi (Milão, 1 de abril de 1923 - Milão, 10 de agosto de 1985) foi uma arquiteta e historiadora da arquitetura italiana, com especial relevância para a teoria da restauração.

## Biografia
Depois de se formar no Regio Istituto Magistrale Carlo Tenca di Milan, graduou-se na Faculdade de Arquitetura do Politecnico di Milano em 1947.
Estudante de Ambrogio Annoni, ela se tornou professora assistente imediatamente após a formatura. Especializou-sem em restauro, lecionando a cadeira desde 1960.
Em 1972, Liliana Grassi mudou para a Faculdade de Engenharia, onde ensinou engenharia da restauração até sua morte, no verão de 1985, sendo diretora da faculdade de 1972 a 1982.
Sua atividade de design está sobretudo relacionada com o projeto de restauração de décadas do Ca 'Granda de Milão - seriamente danificada pelos bombardeios da Segunda Guerra Mundial. Trabalhou nesse restauro de 1948 a 1985 (primeiro como colaboradora de Annoni, depois como coordenadora de projeto). Ela também foi responsável por outras restaurações, como igrejas e palácios, especialmente em Milão e seus arredores. Participou da construção da Igreja de Santa Maria em Assago, completada por Maria Antonietta Crippa, em 1992.
A abordagem de design de Liliana Grassi foi caracterizada, por um lado, pela recusa de uma linha "moderna completamente divorciada da tradição" e, por outro lado, pela recusa de integração mimética na restauração.
Entre seus principais alunos estão Amedeo Bellini, Maria Antonietta Crippa e Stefano Della Torre.

## Obras
- Barocco e no, Görlich, Milano, 1953.
- Motivi per una storiografia dell'architettura, Edizioni Bignami, Milano, 1956.
- La Ca' Granda. Storia e restauro, Università degli studi, Milano, 1958.
- Camillo Boito, Il Balcone, Milano, 1959.
- Storia e cultura dei monumenti, Societa editrice libraria, Milano, 1960.
- Momenti e problemi di storia del restauro, Tamburini, Milano, 1961.
- Medioevo, Rinascimento, Manierismo, Barocco. Principi ed esperienze architettoniche, Edizioni Bignami, Milano, 1965.
- Province del Barocco e del Rococò, Ceschina, Milano, 1966.
- Razionalismo architettonico dal Lodoli a Pagano, Bignami, Milano, 1966.
- Antonio Averlino detto il Filarete, Trattato di Architettura (prima edizione critica integrale in collaborazione con A.M. Finoli), Il polifilo, Milano, 1972.
- Lo " spedale di poveri" del Filarete. Storia e restauro, Università degli Studi di Milano, Milano, 1972.
- La Bicocca degli Arcimboldi (con Luisa Cogliati Arano), Industrie Pirelli, Milano, 1977.
- Divo Rocho dicatum. Storia e restauro dell'oratorio di S. Rocco in Trezzo sull'Adda, Comune di Trezzo, Trezzo sull'Adda, 1985.